# Jacky Ido
Jacky Ido (Ouagadougou, 14 maggio 1977) è un attore francese, originario del Burkina Faso.

## Biografia
È conosciuto per aver interpretato nel 2005 il ruolo del protagonista, un guerriero samburu nel film Masai bianca. Nel 2009 è stato nel cast del film Bastardi senza gloria, Quentin Tarantino, in cui interpreta il ruolo di un proiezionista. Molto conosciuto in Francia, vive e lavora a Parigi.

## Filmografia parziale

### Cinema
- Masai bianca (Die weiße Massai), regia di Hermine Huntgeburth (2005)
- Les Enfants du pays, regia di Pierre Javaux (2006)
- Bastardi senza gloria (Inglourious Basterds), regia di Quentin Tarantino (2009)
- Radiostars, regia di Romain Lévy (2012)
- Lockout, regia di James Mather e Stephen St. Leger (2012)
- Le avventure di Huckleberry Finn (Die Abenteuer des Huck Finn), regia di Hermine Huntgeburth (2012)
- Django Unchained, regia di Quentin Tarantino (2012)
- West (Westen), regia di Christian Schwochow (2013)
- Parliamo delle mie donne (Salaud, on t'aime), regia di Claude Lelouch (2014)
- In the Morning, regia di Nefertite Nguvu (2014)
- La vie de château, regia di Modi Barry e Cédric Ido (2017)
- Scappo a casa, regia di Enrico Lando (2019)

### Televisione
- Laverie de famille - serie TV, 1 episodio (2004)
- Spiral - serie TV, episodio 1x03 (2005)
- Taxi Brooklyn - serie TV, 12 episodi (2014)
- The Catch - serie TV, 11 episodi (2016-2017)
- The Widow - serie TV, 2 episodi (2019)

## Doppiatori italiani
Nelle versioni in italiano dei suoi film, Jacky Ido è stata doppiato da:
- Fabio Boccanera in Bastardi senza gloria
- Gianluca Tusco in Taxi Brooklyn
- Jean Charles Putzolu in The Catch
- Massimo Triggiani in Parliamo delle mie donne
- Massimiliano Virgilii in Lockout

## Riconoscimenti
- 2009 – Festival international du court métrage de Clermont-Ferrand
  - Prix ADAMI d'interprétation, Meilleur Comédien per l'interpretazione in Bunker, di Manuel Schapira